# No Small Affair
No Small Affair är en amerikansk ungdomsinriktad romantisk dramakomedifilm från 1984 i regi av Jerry Schatzberg. Filmens manus är skrivet av Craig Bolotin. Den räknas som en av Brat Pack-filmerna.

## Handling
Den 16-årige amatörfotografen Charles (Jon Cryer) tar av misstag ett foto av Laura (Demi Moore), och förälskar sig i henne när han framkallar bilden. Han får reda på att hon arbetar som sångare i en bar, men är på väg att kastas ut. Han får nobben av Laura, trots detta försöker han att hjälpa hennes karriär genom att starta en annonskampanj bakom ryggen på henne - med oväntade resultat.

## Medverkande (i urval)
| Demi Moore      | – Laura Victor     |
| George Wendt    | – Jake             |
| Jon Cryer       | – Charles Cummings |
| Elizabeth Daily | – Susan            |
| Jeffrey Tambor  | – Ken              |
| Tim Robbins     | – Nelson           |
| Jennifer Tilly  | – Mona             |

Jon Cryer, Jennifer Tilly och Tim Robbins gör filmdebut.